# عبد الله بن عثمان بن عفان
عبد الله بن عثمان بن عفان، أحد أحفاد النبي محمد من ابنته رقيّة، أبوه هو خليفة المسلمين الثالث عثمان بن عفان، ولد قبل الهجرة بعامين في الحبشة، وفي أوائل أيام حياته في المدينة المنورة بعد الهجرة من الحبشة نَقَره ديك في وجهه قرب عينه وأخذ مكان نقر الديك يتسع حتى مات في سنة 4 هـ الموافق 626، وكان عمره ست سنوات.